# Cardinalis phoeniceus
Cardinalis phoeniceus là một loài chim trong họ Cardinalidae.
Loài chim này được tìm thấy ở Colombia và Venezuela. Nó là một trong ba loài trong chi cardinalis.
Môi trường sống tự nhiên của chúng là vùng cây bụi khô nhiệt đới hoặc cận nhiệt đới. Loài chim này kiếm ăn đơn lẻ, theo cặp hoặc theo nhóm nhỏ qua thảm thực vật thấp. Thức ăn của chúng bao gồm động vật không xương sống, thịt quả và hạt.

## Hình ảnh

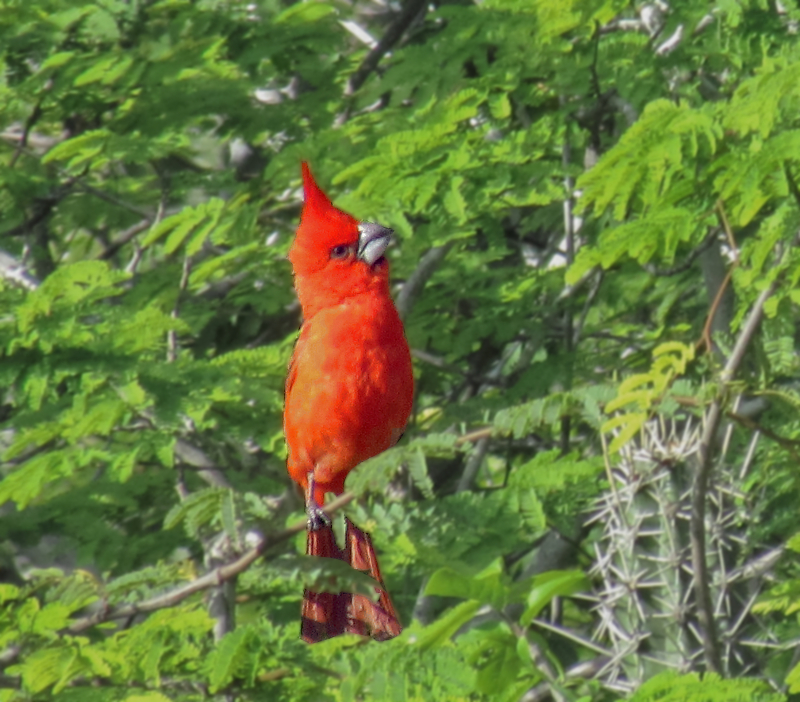
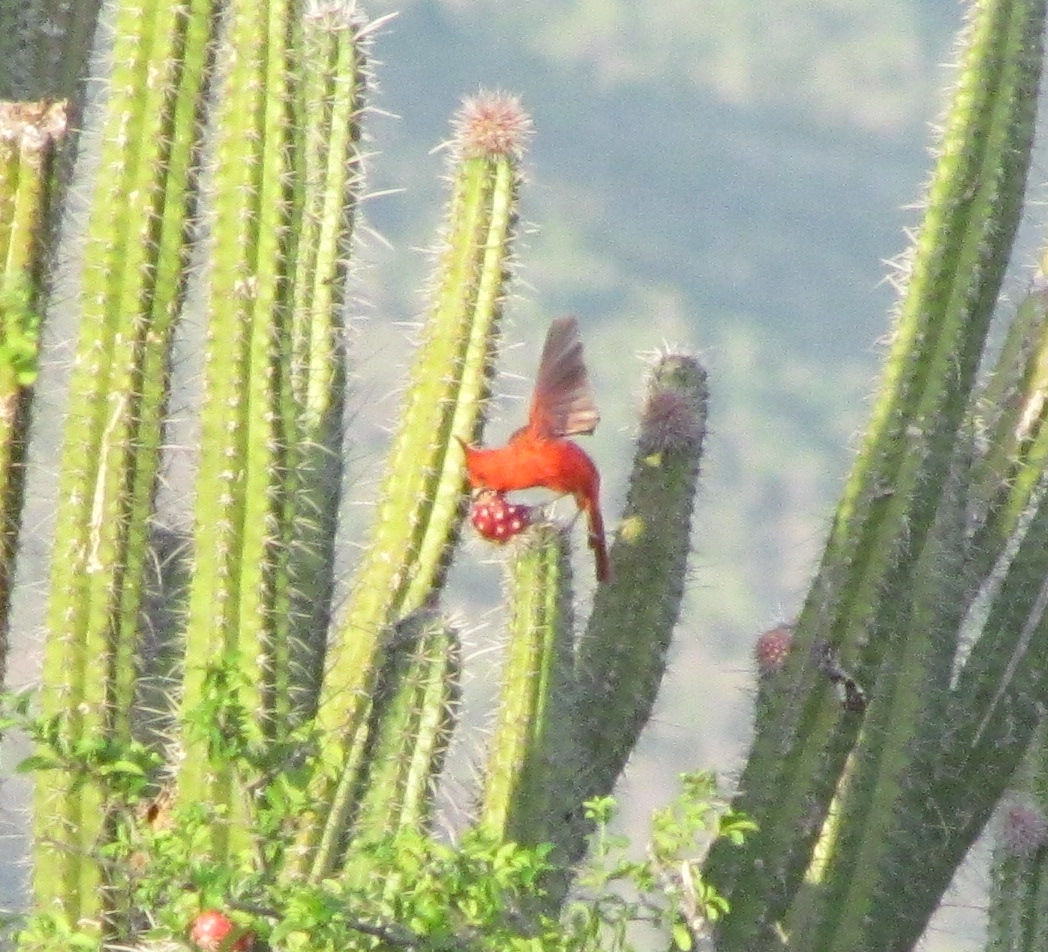